# Młodzieżowe Mistrzostwa NACAC w Lekkoatletyce 2006
4. Młodzieżowe Mistrzostwa NACAC w Lekkoatletyce – zawody lekkoatletyczne dla sportowców do lat 23, które odbyły się od 7 do 9 lipca 2006 roku w Santo Domingo. Impreza odbyła się pod egidą North America, Central America and Caribbean Athletic Association. 

## Rezultaty

### Mężczyźni
| Konkurencja:                  | 1. miejsce                                                                    | Rezultat  | 2. miejsce                                                                         | Rezultat  | 3. miejsce                                                                                  | Rezultat  |
| Bieg na 100 m                 | Derrick Atkins                                                                | 10.15     | Carlos Moore                                                                       | 10.23     | Chris Hargrett                                                                              | 10.26     |
| Bieg na 200 m                 | Otis McDaniel                                                                 | 20.61     | Derrick Atkins                                                                     | 20.69     | Jared Connaughton                                                                           | 21.14     |
| Bieg na 400 m                 | Ricardo Chambers                                                              | 45.09     | Lionel Larry                                                                       | 45.38     | William Collazo                                                                             | 45.72     |
| Bieg na 800 m                 | Duane Solomon                                                                 | 1:48.96   | Adam Currie                                                                        | 1:49.22   | Geoff Martinson                                                                             | 1:50.11   |
| Bieg na 1500 m                | Maury Castillo                                                                | 3:47.52   | Leonel Manzano                                                                     | 3:47.64   | Raúl Neyra                                                                                  | 3:48.10   |
| Bieg na 5000 m                | Aaron Aguayo                                                                  | 14:54.55  | Giliat Ghebray                                                                     | 14:55.52  | Mark Steeds                                                                                 | 15:02.68  |
| Bieg na 10 000 m              | John Moore                                                                    | 30:16.03  | Jonathan Castañeda                                                                 | 30:37.08  | Joseph Campanelli                                                                           | 31:04.62  |
| Bieg na 110 m przez płotki    | Dominic Berger                                                                | 13.78     | Jason Richardson                                                                   | 13.87     | Adalberto Amador                                                                            | 14.37     |
| Bieg na 400 m przez płotki    | Kenneth Ferguson                                                              | 48.80     | Ruben McCoy                                                                        | 49.56     | Isa Phillips                                                                                | 49.80     |
| Bieg na 3000 m z przeszkodami | José Alberto Sánchez                                                          | 9:06.42   | Corey Nowitzke                                                                     | 9:08.63   | Ryan Warrenberg                                                                             | 9:11.36   |
| Sztafeta 4 × 100 m            | Stany Zjednoczone · Garry Jones · Greg Bolden · Chris Hargrett · Carlos Moore | 39.38     | Bahamy · Adrian Griffith · Ravanno Ferguson · Derek Carey · Derrick Atkins         | 39.74     | Trynidad i Tobago · Rondel Sorrillo · Marcus Duncan · Richard Thompson · Emmanuel Callender | 39.98     |
| Sztafeta 4 × 400 m            | Jamajka · Huntley Thomas · Leford Green · Bryan Steele · Ricardo Chambers     | 3:03.86   | Stany Zjednoczone · Reggie Dardar · Kenneth Ferguson · Carey Lacour · Lionel Larry | 3:05.10   | Bahamy · Jamal Moss · Michael Mathieu · Oscar Greene · Andretti Bain                        | 3:06.95   |
| Skok wzwyż                    | Keith Moffatt                                                                 | 2.27      | Donald Thomas                                                                      | 2.21      | Michael Mason                                                                               | 2.19      |
| Skok o tyczce                 | Brad Gebauer                                                                  | 5.51      | Lázaro Borges                                                                      | 5.25      | Jimmie Heath                                                                                | 5.05      |
| Skok w dal                    | Wilfredo Martínez                                                             | 8.03      | Carlos Jorge                                                                       | 7.96      | Tyrone Smith                                                                                | 7.90      |
| Trójskok                      | Osniel Tosca                                                                  | 17.01     | Wilbert Walker                                                                     | 16.18     | Mike Whitehead                                                                              | 15.85     |
| Pchnięcie kulą                | Garrett Johnson                                                               | 20.64     | Russ Winger                                                                        | 19.35     | Reynaldo Proenza                                                                            | 18.41     |
| Rzut dyskiem                  | Adam Kuehl                                                                    | 59.04     | Rashaud Scott                                                                      | 53.36     | Adonson Shallow                                                                             | 50.19     |
| Rzut młotem                   | Nick Owens                                                                    | 67.87     | Jake Dunkleberger                                                                  | 66.91     | Roberto Janet                                                                               | 66.28     |
| Rzut oszczepem                | Eric Brown                                                                    | 68.79     | Andrew Vogelsberg                                                                  | 66.69     | Roberto Blanco                                                                              | 64.57     |
| Dziesięciobój                 | Chris Richardson                                                              | 7243 pkt. | Brandon Hoskins                                                                    | 7086 pkt. | Marcos Sánchez                                                                              | 6756 pkt. |

### Kobiety
| Konkurencja:                  | 1. miejsce                                                                           | Rezultat  | 2. miejsce                                                                           | Rezultat  | 3. miejsce                                                                        | Rezultat  |
| Bieg na 100 m                 | Cleo Tyson                                                                           | 11.25     | Shalonda Solomon                                                                     | 11.30     | Carol Rodríguez                                                                   | 11.40     |
| Bieg na 200 m                 | Shalonda Solomon                                                                     | 22.90     | Antonette Carter                                                                     | 23.05     | Carol Rodríguez                                                                   | 23.27     |
| Bieg na 400 m                 | Shana Cox                                                                            | 51.15     | Natasha Hastings                                                                     | 52.11     | Clora Williams                                                                    | 52.40     |
| Bieg na 800 m                 | Alysia Johnson                                                                       | 2:03.87   | Gabriela Medina                                                                      | 2:05.02   | Yuneisi Santiusti                                                                 | 2:05.13   |
| Bieg na 1500 m                | Shannon Rowbury                                                                      | 4:20.57   | Yuneisi Santiusti                                                                    | 4:21.94   | Jacqueline Malette                                                                | 4:24.33   |
| Bieg na 5000 m                | Yanisleidis Castillo                                                                 | 16:22.39  | Desiraye Osburn                                                                      | 16:22.61  | Jacqueline Malette                                                                | 16:45.49  |
| Bieg na 10 000 m              | Stephanie Rothstein                                                                  | 37:57.94  | Shannon Elmer                                                                        | 38:42.87  | Erika Méndez                                                                      | 39:21.60  |
| Bieg na 100 m przez płotki    | Dawn Harper                                                                          | 13.06     | Josanne Lucas                                                                        | 13.26     | Ashley Lodree                                                                     | 13.31     |
| Bieg na 400 m przez płotki    | Josanne Lucas                                                                        | 55.99     | Nickiesha Wilson                                                                     | 56.77     | Erin Crawford                                                                     | 58.70     |
| Bieg na 3000 m z przeszkodami | Anna Willard                                                                         | 10:23.23  | Cassie King                                                                          | 10:36.97  | Bevin Kennelly                                                                    | 10:43.74  |
| Sztafeta 4 × 100 m            | Stany Zjednoczone · Brooklin Morris · Cleo Tyson · Shareese Woods · Shalonda Solomon | 43.53     | Portoryko · Éricka Navas · Celiangely Morales · Jénnifer Gutiérrez · Érika Rivera    | 46.60     |                                                                                   |           |
| Sztafeta 4 × 400 m            | Stany Zjednoczone · Ashlee Kidd · Natasha Hastings · Deonna Lawrence · Shana Cox     | 3:29.05   | Meksyk · Ana Martha Coutinho · Nallely Vela · Irma Gladys Durán · Gabriela E. Medina | 3:41.66   | Trynidad i Tobago · Kerry Barrow · Josanne Lucas · Abigail David · Janelle Clarke | 3:44.23   |
| Skok wzwyż                    | Levern Spencer                                                                       | 1.81      | Fabiola Ayala                                                                        | 1.78      | Natalie Sako                                                                      | 1.78      |
| Skok o tyczce                 | Marjorie Sánchez                                                                     | 4.20      | Jodi Unger                                                                           | 3.90      | Adrianne Vangool                                                                  | 3.80      |
| Skok w dal                    | Yudelkis Fernández                                                                   | 6.60      | Kierra Foster                                                                        | 6.48      | Brenda Faluade                                                                    | 6.43      |
| Trójskok                      | Yarianna Martínez                                                                    | 14.28     | Erica McLain                                                                         | 13.92     | Tabia Charles                                                                     | 13.62     |
| Pchnięcie kulą                | Amarachi Ukabam                                                                      | 16.82     | Michelle Carter                                                                      | 16.74     | Sultana Frizell                                                                   | 15.18     |
| Rzut dyskiem                  | Amarachi Ukabam                                                                      | 53.45     | Novelle Murray                                                                       | 51.26     | Kate Hutchinson                                                                   | 47.40     |
| Rzut młotem                   | Brittany Riley                                                                       | 66.30     | Arasay Tondike                                                                       | 66.28     | Britney Henry                                                                     | 65.41     |
| Rzut oszczepem                | Dana Pounds                                                                          | 55.24     | Krista Woodward                                                                      | 50.63     | Dayami Delgado                                                                    | 50.17     |
| Siedmiobój                    | Gretchen Quintana                                                                    | 5810 pkt. | Juana Castillo                                                                       | 5766 pkt. | Yasmiani Pedroso                                                                  | 5570 pkt. |